# ایستگاه متروی سول
سول ایستگاهی در خط ۱، خط ۲ و خط ۳ متروی مادرید می‌باشد. این ایستگاه در منطقه A قرار دارد و مرکزی‌ترین ایستگاه مترو میباشدکه در میدان پورتادل سول قرار گرفته‌است. به دلیل موقعیت مکانی خود، یکی از شلوغ‌ترین ایستگاه‌های مترو مادرید است.

## تاریخ
ایستگاه خط ۱ در سال ۱۹۱۹ با افتتاح نخستین قسمتمترو مادرید میان سول و کواترو کامینوس مورد استفاده قرار گرفت. ایستگاه خط ۲ در سال ۱۹۲۴ بازگشایی شد، در بالای ایستگاه خط ۱ و عمود بر آن درست شد. ایستگاه خط ۳ در سال ۱۹۳۶ افتتاح شد که کما بیش در همان سطح ایستگاه خط ۱ و عمود بر خط ۲ واقع شده. نخستین قسمت از سه خط نخست افتتاح شده شامل ایستگاه سول بود.
در دهه ۱۹۶۰ سکوهای خط ۱ از ۶۰ به ۹۰ متر گسترده ترشدند، ولی وضعیت بد پایه‌های ساختمان‌های سطحی مخل انجام این کار در هر دو سکو به صورت مساوی شد. پس یکی از سکوها به سوی شمال و سمت دیگری به سوی جنوب بزرگ شد و در نتیجه تنها ایستگاه مترو مادرید با سکوهای غیر مساوی تشکیل شد.
میان سال‌های ۲۰۰۴ و ۲۰۰۶، سکوهای خط ۳ نیز از ۶۰ متر به ۹۰ متر بزرگ شد که این بار کاملاً مساوی می‌باشند. در همان وقت نصب آسانسورها شروع شد که از سال ۲۰۰۷ به خطوط ۲ و ۳ و از خیابان به لابی دسترسی پیدا نمود.

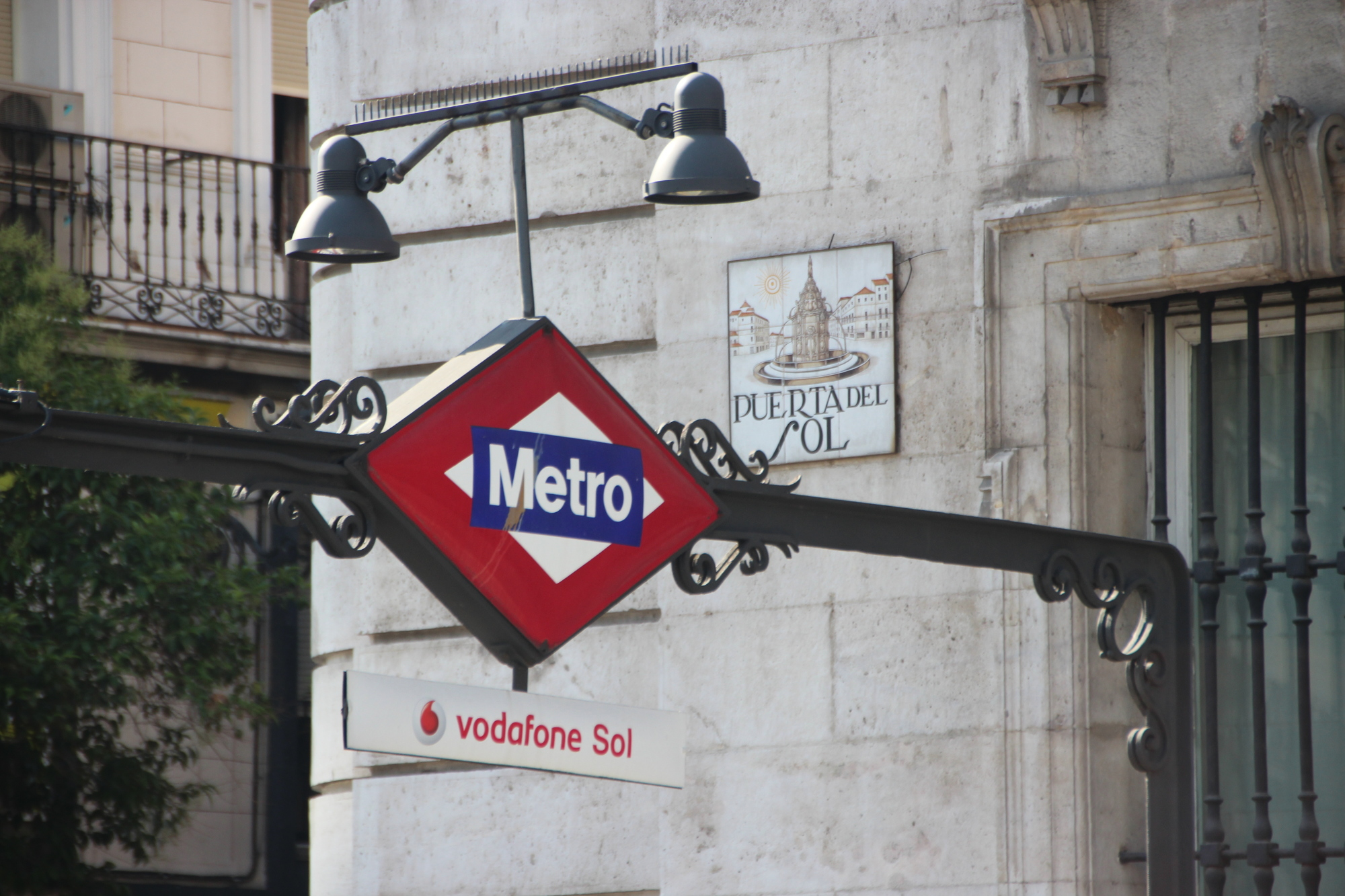
این ایستگاه از سال ۲۰۱۳ تا ۲۰۱۶ به «وودافون سول» تغییر نام داد.

در حال حاضر این ایستگاه دارای چهار ورودی میباشدکه با توجه به تعداد بسیار مسافرها بیشتر باعث شلوغی جمعیت در پله‌ها می‌شود. فضای داخلی آن دارای یک اتاق مرکزی بزرگ با سقف تزئین شده‌است که در آن مقدار زیادی مغازه و یک ایستگاه پلیس وجود دارد.
درتاریخ ۱۳ مارس ۲۰۱۲ ایستگاه سول به دلیل یک قرارداد هواخواهی ۱ ماهه توسط شرکت سامسونگ که دستگاه تلفن همراه خود را تبلیغ می‌نمود، به «سول گلکسی نوت» تغییر اسم داد. این یک پروژه آزمایشی برای اسم گذاری حق فروش برای تأمین مالی حمل و نقل مردمی بود. ازتاریخ ۱ ژوئن ۲۰۱۳ تا تاریخ۳۱ می ۲۰۱۶، به دلایل حمایت مالی، ایستگاه خط ۲ به «وودافون سول» تغییر اسم داد.

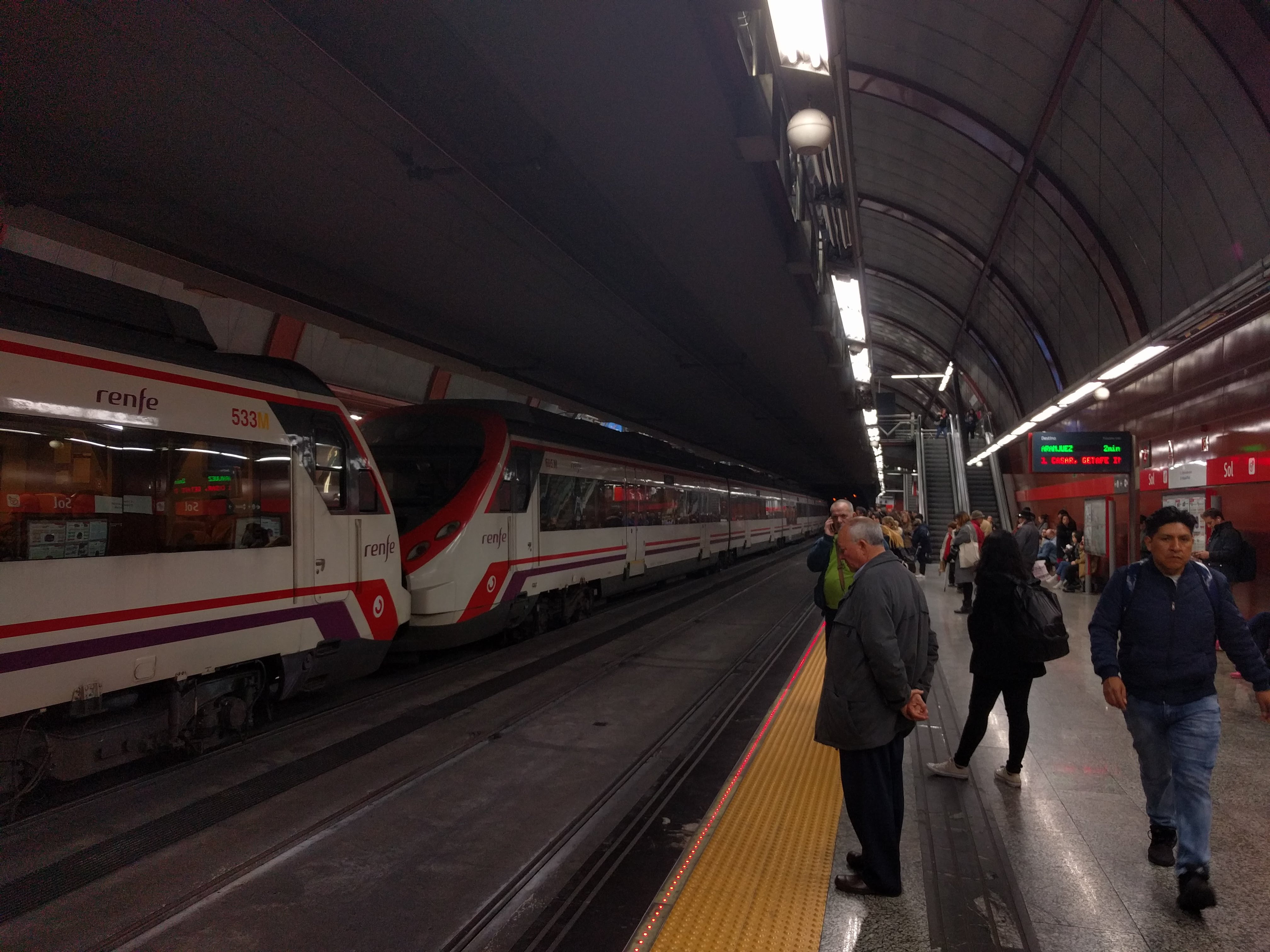
سکوهای سرکانیاس در سول

در سال ۲۰۰۴ کار برای اتصال ایستگاه به شبکه سرکانیاس مادرید، حفر تونل آتوچا - چامرتین، جانشین تونل قبلی شروع شد. این تونل درتاریخ ۹ ژوئیه ۲۰۰۸ به روی مردم باز گردیدو ایستگاه در تاریخ۲۷ ژوئن ۲۰۰۹ افتتاح شد. این کار در سال ۲۰۰۶ به دلیل اکتشاف بقایای باستان‌شناسی دچار تعطیلی ۶ ماهه شد، پس کار ایستگاه با توجه به مجموع تونل به تعلل افتاد. از تاریخ۲۵ ژوئن تا تاریخ ۲۳ ژوئیه ۲۰۰۸ خط ۲ به شکل موقت قطع شد تا امکان ساخت ایستگاه سرکانیاس در نزدیکی آن فراهم شود. سرویس خط ۱ نیز ازتاریخ اوت تا ۴ سپتامبر ۲۰۰۸ قطع شد.